# Битва при Нарвике
Битва при Нарвике (нем. Schlacht um Narvik) — боевые действия между немецкими армией и флотом с одной стороны и коалиционными силами Великобритании, Франции, Польши и Норвегии — с другой, продолжавшиеся с 9 апреля по 8 июня 1940 года. Часть Норвежской кампании Второй мировой войны в Европе.

## Военно-стратегическая ситуация
Незамерзающий порт Нарвика имел важное значение для Германии, поскольку сюда доставлялась железной дорогой и отгружалась на морской транспорт железная руда с месторождений соседней Швеции. В зимний период, когда льды блокировали порты Швеции на Балтийском море, Нарвик оставался единственным портом для вывоза железной руды и другого необходимого сырья для военной промышленности.
19 и 29 сентября 1939 года У. Черчилль выступил с требованием блокировать Нарвик и поставить минные заграждения в территориальных водах Норвегии, чтобы воспрепятствовать поставкам шведской железной руды в Германию. 

## Силы обороны Нарвика
В Нарвике находились следующие норвежские военные подразделения: стрелковая, пулемётная и сапёрная роты, взвод 65-мм горных пушек, две зенитные батареи (пулемётная и 40-мм «Бофорсов»). Общая численность гарнизона под командованием полковника К. Сундло составляла 432 чел.
Защита Нарвика с моря предполагала установку двух береговых батарей с крупнокалиберными орудиями, однако их строительство было только на предварительной стадии. Перед самым началом войны в Нарвик были переведены броненосцы береговой обороны «Эйдсволль» и «Норге», наиболее мощные, хотя и крайне устаревшие корабли норвежского флота, построенные в Англии ещё на рубеже XIX и XX веков. Каждый броненосец был вооружён двумя 210-мм и шестью 150-мм орудиями. Также в Нарвик-фьорде базировались две подводные лодки (В-1 и В-3 американской постройки 1920-х гг., каждая с четырьмя торпедными аппаратами) и три малых патрульных корабля: «Михаэль Саре», «Кельт» и «Сенья». Общее командование отрядом норвежских кораблей в Нарвике осуществлял командир броненосца «Норге» командор-капитан П. Аским.

## Немецкое вторжение
Немецкое командование выделило для захвата Нарвика более 2 тыс. горных егерей под командованием генерал-майора Э. Дитля — усиленный 139-й горно-стрелковый полк 3-й горной дивизии. Десант перебрасывался в Нарвик десятью эсминцами под командованием капитана цур зее Ф. Бонте.

Каждый корабль перевозил около 200 егерей десанта с минимумом снаряжения. Немецкие эсминцы имели сильное артиллерийское вооружение — по пять 127-мм орудий, правда, с небольшим боезапасом, но торпедное вооружение (по два четырёхтрубных аппарата), как выяснилось, имело серьёзные дефекты. Серьёзным недостатком данного типа кораблей был и повышенный расход топлива, что резко ограничивало их дальность. Нарвика они могли достичь только на пределе своих топливных ресурсов. Эсминцы должны были оказать поддержку десантникам в захвате Нарвика, после чего дозаправиться и возможно максимально быстро покинуть гавань до подхода британских военно-морских сил. Для ведения разведки и поддержки действий надводных сил в море вблизи Нарвика дежурили немецкие подводные лодки U-25, U-46, U-51, U-64 и U-65.
Флотилия немецких эсминцев для захвата Нарвика вышла из Везермюнде (Германия) в ночь на 7 апреля. В походе на 1100 км на север эсминцы сопровождали линейные крейсера «Шарнхорст» и «Гнейзенау».
До полудня 8 апреля вместе с нарвикской флотилией шла и группа, нацеленная на захват Тронхейма (тяжёлый крейсер «Адмирал Хиппер» и четыре эсминца).
С 7 апреля к западу от Нарвика в районе Вест-фьорда находилось британское соединение под командованием вице-адмирала У. Дж. Уитворта в составе линейного крейсера «Ринаун» и трёх флотилий эскадренных миноносцев (12 эсминцев), направленное для выставления минного заграждения в норвежских водах. Британская эскадра была равна по силам или даже имела некоторое превосходство над немецким соединением и вполне могла бы преградить ему путь к Нарвику. Однако после потопления «Хиппером» утром 8 апреля у Тронхейма случайно встреченного им британского эсминца адмирал Уитворт получил приказ покинуть район Вест-фьорда и идти в юго-западном направлении. Противники разминулись, не обнаружив друг друга. В 21:00 немецкие эсминцы группы Бонте прошли за кормой британской эскадры в Вест-фьорд. «Шарнхорст» и «Гнейзенау» осуществляли дальнее прикрытие операции, крейсируя близ устья Вест-фьорда. Рано утром 9 апреля они встретились у Лофотенских островов с возвратившимся «Ринауном» и, получив в сражении с ним повреждения, ушли в Атлантику, а затем в Германию.
В 4 утра 9 апреля 1940 года после тяжёлого перехода по штормовому морю в систему фьордов Нарвика вошли 9 немецких эсминцев («Гизе» отстал из-за проблем с машинами во время шторма и прибыл позднее). Стояла ненастная погода с частыми снежными метелями, видимость не превышала нескольких кабельтовых. Пройдя Вест-фьорд, эсминцы приблизились к узости, ведущей во внутренний Уфут-фьорд. Там немцам встретились два норвежских патрульных судна — «Михаэль Саре» и «Кельт». После предупредительных выстрелов с «Редера» норвежцы сдались, но успели дать радиосообщения о появлении немецких кораблей.
Немецкая флотилия разделилась. «Редер» курсировал у входа в Уфут-фьорд, где «Людеман» и «Шмидт» высаживали десант у предполагаемых норвежских береговых батарей. Батареи не были обнаружены, что сильно разочаровало немцев, надеявшихся использовать береговые орудия для обороны от последующих атак английских кораблей. Во время высадки было задержано норвежское патрульное судно «Сенья».
Эсминцы «Ценкер», «Кельнер» и «Кюнне» устремились через Уфут-фьорд в отходящий от него к северу Херьянс-фьорд, где высадили десант в посёлке
Эльвегордсмуэн. Там находились склады 6-й норвежской дивизии, практически все силы которой располагалась в это время дальше к северу, на финской границе. Арсенал охранял батальон под командованием майора Спьельднэса. Однако накануне, вечером 8 апреля, батальон был направлен в Нарвик. Оставив склады в Эльвегордсмуэне без защиты, норвежцы проделали за ночь в метель труднейший марш через горы, а на следующий день были в небоеспособном состоянии и не могли усилить защиту Нарвика. Немцы без сопротивления заняли Эльвегордсмуэн, где захватили 315 ручных пулемётов и 8 тыс. винтовок с боеприпасами, а также более тысячи комплектов зимней формы, которые им впоследствии очень пригодились.
Эсминцы «Хайдкамп», «Тиле» и «Арним» двинулись к гавани Нарвика. В 5:15 на подходе к порту немецкие корабли встретил норвежский броненосец береговой обороны «Эйдсволль», уже предупреждённый по радио о появлении немцев. Норвежцы дали предупредительный выстрел главным калибром и подняли сигнал с требованием остановиться. «Арним» и «Тиле» скрылись в снежной пелене, а «Хайдкамп» встал в 700 м от «Эйдсволля» и спустил катер с парламентёром — корветтен-капитаном Г. Герлахом. Тот сообщил командиру норвежского броненосца И. Виллоху, что немецкий флот прибыл с дружескими к Норвегии целями, но требует от норвежцев разоружения. Получив отказ, Герлах спустился в катер и, отойдя на безопасное расстояние, пустил сигнальную ракету. По этому сигналу в 5:30 с «Хайдкамп» в броненосец были пущены четыре торпеды. Две из них попали в норвежский корабль, вызвав детонацию носовых боевых погребов. Взрывом «Эйдсволль» переломило пополам. Носовая часть мгновенно затонула, кормовая продержалась на воде лишь несколько минут. Гибель «Эйдсволля» была зафиксирована в 5:37. Вместе с броненосцем погибло 177 человек команды, включая командира, спаслось всего 6 человек.
Эсминцы «Арним» и «Тиле» в это время подошли к гавани Нарвика, которую охранял броненосец «Норге». Командир норвежского корабля П. Аским запросил корабли о принадлежности. Не получив ответа, «Норге» открыл огонь по подходившим к пирсу для высадки десанта «Арниму» и «Тиле». Бой продолжался считанные минуты. Броненосец успел дать один выстрел из носового и три из кормового 210-мм орудий, а также семь или восемь выстрелов из бортовых 150-мм орудий, но не добился ни одного попадания, снаряды ложились с перелётами в городе. «Арним» стрелял по «Норге» из 127-мм орудий и поочерёдно выпускал торпеды из аппаратов. Первые два 2-торпедных залпа прошли мимо броненосца, однако третий, из 3-х торпед, поразил «Норге». В 5:45 броненосец стал переворачиваться и быстро затонул. С кораблём погибло 102 норвежца; 89 человек, включая командующего Аскима, были спасены.
С немецких эсминцев шла стремительная высадка десанта, не встречавшего сопротивления. Прогермански настроенный комендант Нарвика полковник Сундло дал приказ о капитуляции всех норвежских войск и лично явился в немецкий штаб. В 8:10 Дитль сообщил по радио немецкому командованию о взятии Нарвика. Однако около 250 норвежских солдат под командованием майоров Спьельднэса и Омдаля вопреки приказу о капитуляции не сдались, а отступили из города на восток. Они некоторое время блокировали железную дорогу, а потом отошли на север, на соединение с норвежскими войсками. Две находившиеся в Нарвик-фьорде норвежские подводные лодки, не вступая в бой, ушли на базу в Харстад, где присоединились к английским силам.
Вечером 9 апреля норвежцам всё же удалось нанести немцам серьёзный ущерб. В Глом-фьорде норвежское патрульное судно «Нордкап» потопило огнём единственного 47-мм орудия немецкий танкер «Каттегат», шедший в Нарвик с грузом топлива для флотилии эсминцев Бонте. Немецкие эсминцы, истратившие почти всё своё топливо на дальний переход через штормовое море, могли заправляться только от единственного малоприспособленного танкера «Ян Веллем» (бывшая китобойная база), прибывшего в Нарвик ещё до начала боевых действий. Перекачка нефти проходила крайне медленно, так как «Ян Веллем» мог обслуживать не более двух кораблей одновременно, затрачивая на каждый по семь-восемь часов. К вечеру заправили только «Хайдкамп», поэтому выход эсминцев из Нарвика был отложен на сутки. Эта задержка имела для немецкой флотилии роковые последствия.

## Действия британского флота

### Первый этап
9 апреля находившаяся в море близ Лофотенских островов британская 2-я флотилия эсминцев получила приказ идти в гавань Нарвика для уничтожения немецких транспортных судов. О наличии боевых кораблей ничего не говорилось. На норвежской лоцманской станции у входа в Вест-фьорд Уорбертону-Ли впервые сообщили, что к Нарвику прошло не менее шести немецких эсминцев. Выяснилась, таким образом, большая численность кораблей противника (хотя о двукратном превосходстве немцев британцы не знали). Следовало учитывать и то, что британские эсминцы данного типа были меньшего водоизмещения, чем немецкие, и уступали им в артиллерийском вооружении — четыре 120-мм орудия (только у «Харди» — пять) в сравнении с пятью 127-мм орудиями на каждом из немецких кораблей. Тем не менее, Уорбертон-Ли принял решение атаковать противника ранним утром следующего дня, используя фактор внезапности.

Поздним вечером 9 апреля командующий немецкой флотилией в Нарвике Бонте был извещён по радио с подводной лодки U-51 о замеченных в Вест-фьорде пяти британских кораблях, но не придал этому значения. Немецкие корабли оставались рассредоточенными в разных местах Нарвик-фьорда. В гавани порта находились «Хайдкамп», «Шмидт», «Кюнне» и «Людеман» (два последних заправлялись у танкера). В южном Балланген-фьорде базировались «Тиле» и «Арним», в северо-восточном Херьянг-фьорде — «Гизе», «Ценкер» и «Кельнер». Нёсший ночью дозор у входа в Офут-фьорд эсминец «Редер» из-за неразберихи в приказах ранним утром вернулся, не дожидаясь смены, в порт (встал на якорь в 5:20). Как раз в этот момент британская флотилия уже двигалась к Нарвику. Корабли Уорбертона-Ли шли в снегопад, в условиях крайне плохой видимости (не дальше двух кабельтовых), прокладывая курс по радару и определяя глубины эхолотом.
В 5:30 у порта Нарвика появились «Харди», «Хантер» и «Хевок»; оставаясь незамеченными для немцев, они описали дугу у входа в гавань, выпустив торпедные залпы по стоявшим на якорях немецким эсминцам и транспортам. «Харди» выпустил семь торпед, «Хантер» — восемь, «Хевок» — пять. В 5:35 эсминец «Хайдкамп» был поражён торпедой с «Харди». Взрыв кормового боевого погреба разрушил флагманский немецкий корабль по машинное отделение. Командующий немецкой флотилией погиб при взрыве вместе со своим штабом. Всего на эсминце погибло 83 немецких моряка. «Хайдкамп» горел и медленно погружался в воду. Практически одновременно две торпеды с «Хантера» получил эсминец «Шмидт» и, разломившись пополам, пошёл на дно через несколько минут. На нём погибло 52 человека.
Британская атака стала для немцев полной неожиданностью. В первые минуты они решили, что происходит авианалёт, и открыли огонь в воздух из зениток. Только когда британские корабли начали стрелять из орудий, немцы на уцелевших «Кюнне», «Людемане» и «Редер» обнаружили, наконец, противника и открыли ответный огонь, ориентируясь по вспышкам выстрелов с британских эсминцев, однако не добились попаданий. «Редер» выпустил залпом шесть торпед, которые прошли без взрыва под всеми тремя британскими эсминцами (сказался дефект немецких торпед).

Схема первого морского боя у Нарвика

Немецкие корабли в свою очередь получили серьёзные повреждения от артиллерийского огня англичан. У «Людемана» британские снаряды поразили носовое орудие и рулевую машину, вызвали сильный пожар, из-за которого пришлось затопить погреба боеприпасов. Горел и «Редер» с пробитой нефтяной цистерной. На нём были сбиты два орудия и разбиты якорные клюзы, поэтому корабль отползал к берегу, волоча якорь по дну. У «Кюнне» из-за близких взрывов торпед, потопивших стоявшего рядом «Шмидта», вышли из строя обе машины, но он, единственный из бывших в Нарвике немецких эсминцев, не получил других повреждений. Между тем к британцам подошли «Хотспер» и «Хостайл», тщетно искавшие до того отсутствовавшие у немцев береговые батареи. Уорбертон-Ли провёл вторую атаку силами уже пяти эсминцев, сосредоточившись теперь на уничтожении транспортов. Всего британцы потопили в гавани Нарвика восемь грузовых судов, однако, по счастливой для немцев случайности, танкер «Ян Веллем» не пострадал. После часового боя Уорбертон-Ли отдал приказ об отходе, считая все немецкие корабли выведенными из строя и свою задачу выполненной.
Между тем пять оставшихся эсминцев немецкой флотилии, находившиеся в Баланген и Херьянг-фьордах, были извещены по радио о британской атаке порта Нарвика. Они не смогли оперативно прийти на помощь кораблям, атакованным в порту, однако через час, когда британцы уже отходили на запад, на пересечение их курса почти одновременно вышли эсминцы «Ценкер», «Гизе» и «Кельнер» с севера и «Арним» и «Тиле» с юга.
Первыми англичане обнаружили у себя по правому борту северную группу немцев. В 6:50 пять британских и три немецких эсминца обменялись несколькими артиллерийскими залпами, но не добились попаданий из-за большой дистанции и плохой видимости. В этот момент вблизи немецких кораблей прошли торпеды, пущенные из гавани Нарвика с эсминца «Людеман» вслед уходившим англичанам. Чтобы избежать торпед, «Ценкер», «Гизе» и «Кельнер» вынуждены были отвернуть в сторону и выйти из боя. Как раз в это время флотилия Уорбертона-Ли обнаружила вблизи по левому борту южную группу немцев — эсминцы «Тиле» и «Бернд фон Арним». В бою против пяти англичан два немецких эсминца не имели никаких шансов, однако Уорбертон-Ли ошибочно принял противника за свои корабли.
В 6:57 у неизвестных эсминцев запросили позывные, в ответ те открыли огонь по британскому флагману. Эсминец «Харди» сразу получил попадания в мостик и ходовую рубку, у него были разбиты носовые орудия. Затем немецкий снаряд попал в котельное отделение, взорвав котлы и вызвав сильнейшую течь. Британский эсминец потерял ход и, быстро погружаясь в воду, отвернул на юг и выбросился на берег. Находившийся на «Харди» командир британской флотилии Уорбертон-Ли получил в бою тяжёлое ранение и вскоре скончался. В ходе боя на «Харди» погибло 17 человек, остальные были укрыты норвежцами.
В ожесточённой артиллерийской перестрелке несколько раз были поражены эсминцы «Хантер» и «Хотспер», которые горели, но сохраняли ход. Серьёзные повреждения получили и немецкие корабли, особенно «Тиле», в который попало 7 снарядов. На немецком эсминце было уничтожено одно орудие и пост управления огнём, повреждено котельное отделение и рулевое управление, возникли пожары. 5 попаданий имел «Арним», у него было выведено из строя одно котельное отделение.
При сближении эсминцы обменялись торпедными пусками. «Тиле» и «Хевок» выпустили по пять торпед, «Арним» — одну. Одна из торпед с «Тиле» поразила «Хантер», он потерял управление и резко развернулся перед носом следовавшего за ним «Хотспера», который на полном ходу врезался в корму головного корабля. Два сцепившихся друг с другом британских эсминца оказались под сосредоточенным огнём подошедших немецких кораблей северной группы. Повреждённые «Тиле» и «Арним» взяли курс на Нарвик, выходя из боя.

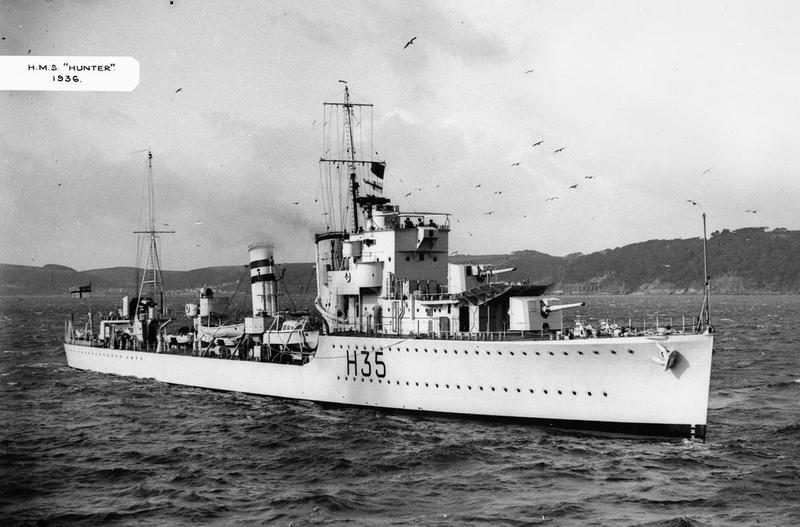
Британский эсминец «Хантер», участник первого боя при Нарвике

На помощь столкнувшимся «Хантеру» и «Хотсперу» вернулись ушедшие вперёд «Хевок» и «Хотстайн» и вступили в бой с «Ценкером», «Гизе» и «Кельнером». Наконец сильно повреждённому «Хотсперу» удалось дать задний ход и освободить свой нос, застрявший в корме «Хантера». Через короткое время «Хантер» затонул. 107 человек из его экипажа погибли, остальные были взяты в плен. Оставшиеся у британцев «Хевок», «Хотспер» и «Хотстайн» шли к выходу из Офут-фьорда. «Ценкер», «Гизе» и «Кельнер» некоторое время преследовали их, но в 7:30, закончив бой, повернули в Нарвик под предлогом того, что на «Гизе» уже не оставалось топлива, а гнаться за тремя английскими эсминцами с двумя оставшимися кораблями было бы рискованным.
Между тем при выходе из фьорда британцы перехватили и уничтожили идущее в Нарвик немецкое судно снабжения «Рауэнфельс», которое должно было пополнить боезапас немецким эсминцам, израсходовавшим уже более половины снарядов. По выходившим из Уфут-фьорда британским эсминцам пытались провести атаку немецкие подводные лодки U-46 и U-51, но из-за дефектов торпед не добились успеха.
В итоге британцы потеряли два эсминца, один эсминец был тяжело повреждён; у немцев также было потоплено два эсминца, но тяжёлые повреждения имели три корабля. Противники имели сопоставимые людские потери, в бою погибли оба командующих флотилиями.

### Второй этап
Британское командование оперативно перебрасывало к Нарвику свои соединения, чтобы не допустить прорыва оттуда немецких кораблей и гарантировать их последующее полное уничтожение. К 12 апреля в близлежащих водах была сосредоточена основная часть военно-морских сил Великобритании, действовавших у берегов Норвегии, в том числе три линкора и авианосец. Полное превосходство британского флота на море здесь не оспаривалось, как в других регионах Норвегии, превосходством немецкой авиации в воздухе ввиду большой удалённости используемых к тому времени люфтваффе аэродромов. Наоборот, в воздухе над Нарвиком господствовала британская палубная авиация. Таким образом, положение немецкой флотилии становилось совершенно безнадёжным. Некоторую помощь своим эсминцам могли бы оказать действовавшие в Нарвик-фьорде немецкие подводные лодки, но из-за дефектов торпедного вооружения они были малоэффективны.
Капитан Эрих Бэй, ставший после гибели Ф. Бонте командующим немецкими морскими силами в Нарвике, после боя 10 апреля располагал пятью относительно исправными и тремя сильно повреждёнными эсминцами, причём эсминец «Редер» уже не мог отойти от берега. 11 апреля, налетев на подводные скалы, получил тяжёлые повреждения эсминец «Кельнер», в тот же день у эсминца «Ценкер» при ударе о дно был погнут винт, а у «Гизе» произошла поломка машин. Таким образом, к 12 апреля у Бея оставалось всего два более-менее исправных эсминца — «Людеман» и «Кюнне». Немцы окончательно отказались от планов прорыва хотя бы части флотилии из Нарвика и решили принимать бой во внутреннем фьорде, что гарантировало хотя бы возможность спасения на берег экипажей и даже снятие с кораблей части вооружения для последующей обороны на суше. Для нанесения англичанам наибольшего ущерба немцы планировали тактику засад, когда укрытые у берега эсминцы могли бы внезапно выпустить в подошедшие британские корабли торпеды или открыть артиллерийский огонь с близкого расстояния.
Для уничтожения немецких кораблей в Нарвик-фьорде британское командование выделило группу под командованием вице-адмирала У. Дж. Уитворта из линкора «Уорспайт» и девяти эсминцев. Британские эсминцы по численности и силе артиллерийского вооружения превосходили однотипные немецкие корабли, которые, к тому же лишились части своих орудий и испытывали недостаток в боеприпасах, а присутствие линкора (29 тыс. т водоизмещения, восемь 381-мм орудий, двенадцать 152-мм орудий) делало превосходство адмирала Уитворта над противником абсолютным. Довольно рискованный ввод в узкий фьорд мощного линейного корабля объяснялся тем, что англичане подозревали наличие у немцев, помимо эсминцев, ещё и двух крейсеров.

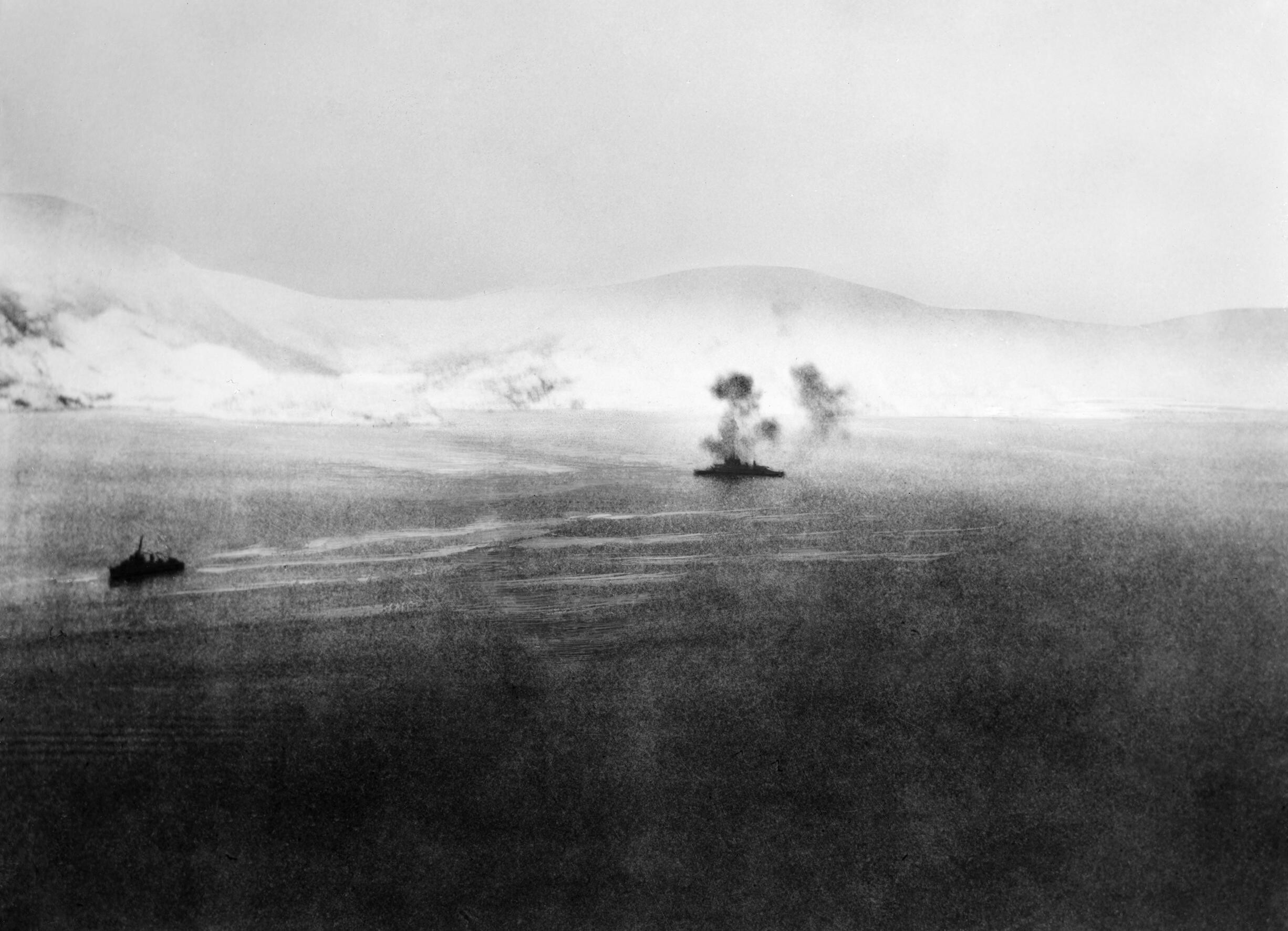
Линкор HMS Warspite обстреливает немецкие позиции в районе Нарвика

В полдень 13 апреля 1940 г. британское соединение вошло с запада в Уфут-фьорд. Вице-адмирал Уитворт держал флаг на идущем в центре линкоре «Уорспайт», впереди него двигались с тралами на случай минной угрозы эсминцы «Фоксхаунд», «Айкэрес», «Хироу»; по правому борту от линкора шли «Бедуин», «Пенджаби», «Эскимо»; по левому борту «Кассак», «Кимберли» и «Фористер».
.
В этот момент немецкий эсминец «Кюнне» буксировал от порта Нарвика ко входу в Уфут-фьорд повреждённый эсминец «Кельнер», который предполагался для использования в засаде в узости пролива как неподвижная плавучая батарея (артиллерийская и торпедная). Однако немцы не успели добраться до входа в Уфут-фьорд, когда в 12:56 заметили идущих навстречу британцев. «Кельнер» был отбуксирован для организации засады к ближайшей бухте Дьюпвик на южном берегу Уфут-фьорда. «Кюнне» обменялся несколькими артиллерийскими залпами с британскими эсминцами «Кассак» и «Бедуин», но безрезультатно, так как туман и изморось затрудняли наводку на цель. После этого «Кюнне» отошёл обратно на восток. Таким образом, британскому соединению удалось беспрепятственно пройти во внутренний Нарвик-фьорд. Дежурившая здесь подводная лодка U-46 попыталась атаковать британцев при прохождении ими узости, но в момент выхода на цель напоролась на риф.
Катапультированный с «Уорспайта» гидросамолёт «Суордфиш» облетел Нарвик-фьорд для разведки местоположения кораблей противника. Он успешно атаковал и потопил двумя бомбами стоявшую в Херьяенс-фьорде в надводном положении субмарину U-64. В 13:10 гидросамолёт дал на британские корабли сигнал об опасности: в миле впереди справа был обнаружен стоявший в засаде немецкий эсминец («Кельнер»). Благодаря предупреждению британские корабли были готовы к схватке. В 14:09 «Бедуин», «Пенджаби» и «Эскимо» подошли к Дьюпвику. Они проходили мимо бухты и по очереди открывали по «Кельнеру» артиллерийский огонь и выпускали торпеды. Потеряв фактор внезапности, неподвижный немецкий эсминец был обречён, но, тем не менее, отвечал из орудий и успел выпустить две торпеды, не попавшие в цель. В уничтожении немецкого корабля принял участие подошедший линкор «Уорспайт», дав по нему шесть залпов главным калибром (381-мм снаряды пробивали эсминец насквозь и взрывались на берегу). Снаряды разбили «Кельнеру» котельное и машинное отделения, торпеда оторвала носовую часть, вышли из строя механизмы подачи снарядов к орудиям. Потеряв 31 человека убитыми, немецкий экипаж покинул корабль, который затем был подорван, на берегу немцы сдались в плен норвежцам.
Между тем Э. Бей с эсминцами «Ценкер», «Арним» и «Людеман» вышел из Нарвика в Уфут-фьорд, где с ними соединился отступавший с запада «Кюнне». Позже к ним подошёл закончивший срочный ремонт в порту «Тиле». Эсминец «Гизе» по-прежнему спешно ремонтировался в порту Нарвика, а находившийся там же частично разоружённый «Редер» был приготовлен к бою как неподвижная батарея. В замкнутом пространстве Нарвик-фьорда в условиях метели завязался встречный бой британских и немецких эсминцев. Они курсировали между снежными зарядами, пускали друг в друга торпеды и вели малоуспешный из-за плохой видимости артиллерийский огонь. Немцы всё же добились нескольких попаданий снарядами в «Бедуин», где было уничтожено носовое орудие. «Ценкер» сумел приблизиться к линкору «Уорспайт» и выпустить в него торпедный залп, торпеды прошли вблизи линкора, но не попали в цель. Во время боя произошёл налёт британских палубных бомбардировщиков с авианосца «Фьюриэс», но немецкие эсминцы, маневрируя, избежали попаданий бомб, сбив два самолёта. Находившаяся в бухте подводная лодка U-25 дважды пыталась атаковать британские эсминцы, но те сами своими атаками заставляли её уходить в глубину.
Растянувшаяся поперёк фьорда цепь британских эсминцев, поддерживаемая сзади идущим 10-узловым ходом «Уорспайтом», постепенно оттесняла немецкую флотилию к Нарвику. В 14:50 Бей отдал приказ своим расстрелявшим большую часть боезапаса кораблям об отступлении в отходящий дальше на восток узкий Ромбакс-фьорд. «Тиле» прикрывал отступление дымовой завесой. Эсминец «Кюнне» не заметил приказ флагмана об отходе. Полностью расстреляв боезапас, он отошёл севернее, к Херьянс-фьорду, где был подготовлен к самоподрыву, однако в 15:30 подошедший «Эскимо» успел торпедировать уже оставленный командой корабль. От взрыва «Кюнне» разломился пополам и затонул.

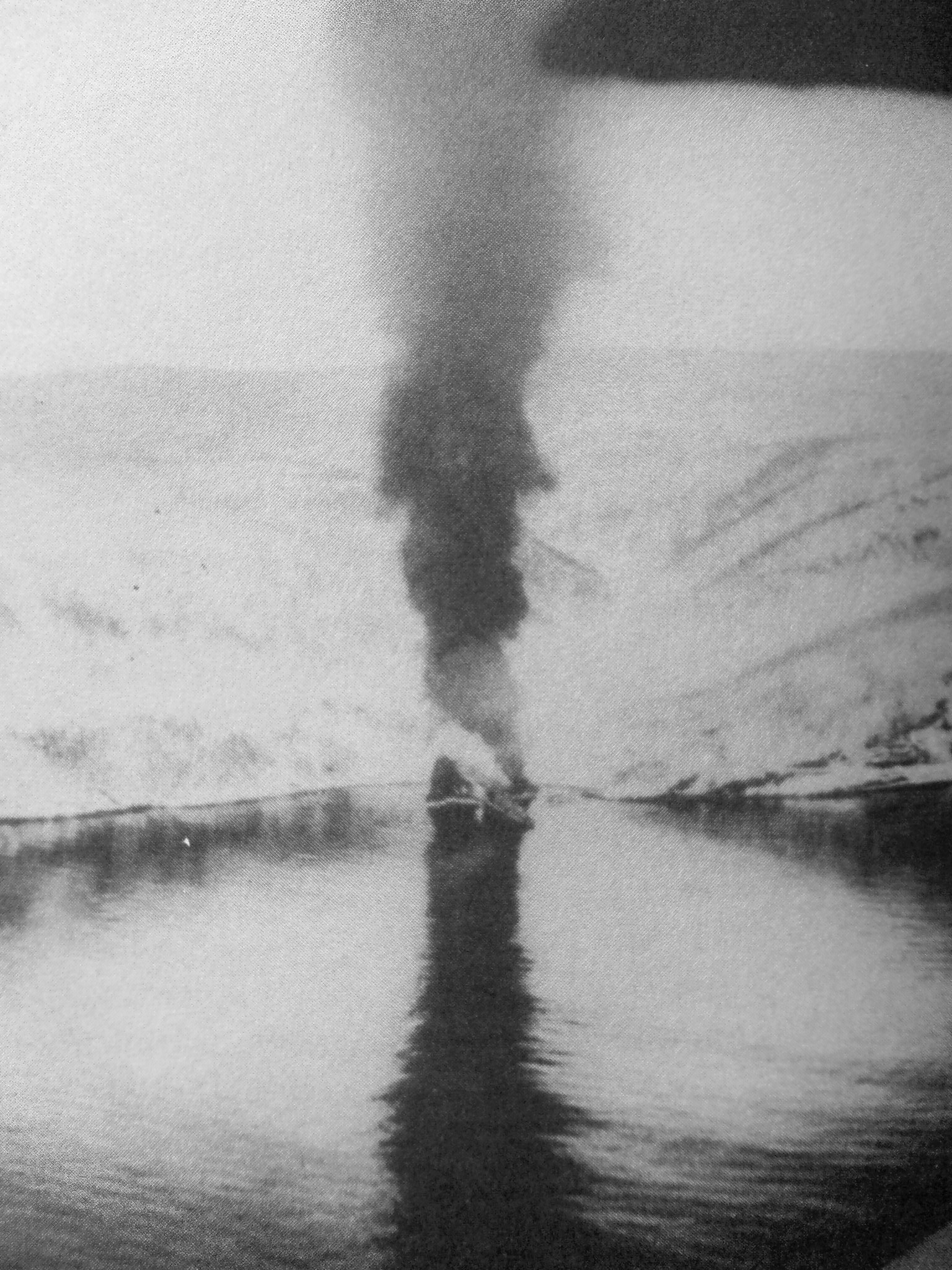
Горящий немецкий эсминец «Герман Кюнне»

Когда эсминцы Бея уже отходили в Ромбакс-фьорд, в порту Нарвика наконец удалось наладить машины на «Гизе». Немецкий эсминец начал выходить из гавани, когда показались британские «Пенджаби» и «Бедуин». Эсминцы обменялись торпедными залпами и вступили в артиллерийский бой. «Гизе» удалось несколько раз поразить снарядами «Пенджаби», разбив ему пост управления огнём, вызвав пожары, повреждения паропровода и затопление кормовых боевых погребов. «Пенджаби» вынужден был выйти из боя. Продолжая вести огонь, «Гизе» вышел малым ходом из гавани, но в 15:05 попал под накрытие главным калибром «Уорспайта». Корабль получил более 20 попаданий с британского линкора и эсминцев, потери экипажа на нём составляли 81 человек. Выпустив последние торпеды и снаряды, «Гизе» был оставлен остатками экипажа, и, горящий, несколько часов дрейфовал у входа в гавань.
В 15:15 в порт Нарвика вошёл британский «Кассак» и сразу попал под точный огонь носовых орудий с «Редера». Немецкие снаряды попали в мостик и машинное отделение «Коссака». Британский эсминец потерял управление и сдрейфовал на каменистую отмель, где попал ещё и под обстрел из стрелкового оружия, орудий и миномётов с берега. По британскому кораблю пристрелялась немецкая гаубица, которая вполне могла уничтожить его своим огнём, однако по непонятной причине она вскоре замолчала. Несмотря на разрушительный обстрел порта Нарвика 381-мм снарядами с «Уорспайта», «Редер» не пострадал и был оставлен экипажем только после полного расстрела боезапаса. Когда в порт вошли «Кимберли» и «Фоксхаунд», последний в 16:20 взорвал торпедой немецкий эсминец. По другой версии, «Редер» взорвали сами немцы, пытаясь повредить подошедший к нему «Фоксхаунд».
Одновременно с боем в гавани Нарвика развивались события в Ромбакс-фьорде, куда отошли четыре немецких эсминца. Полностью расстрелявшие боезапас «Ценкер» и «Арним» встали в самой дальней части фьорда, были приготовлены к самоуничтожению, а «Тиле» и «Людеман», на которых ещё оставалось несколько торпед, устроили англичанам засаду в Стрёмснесской узости, наиболее сужающейся части Ромбакс-фьорда.

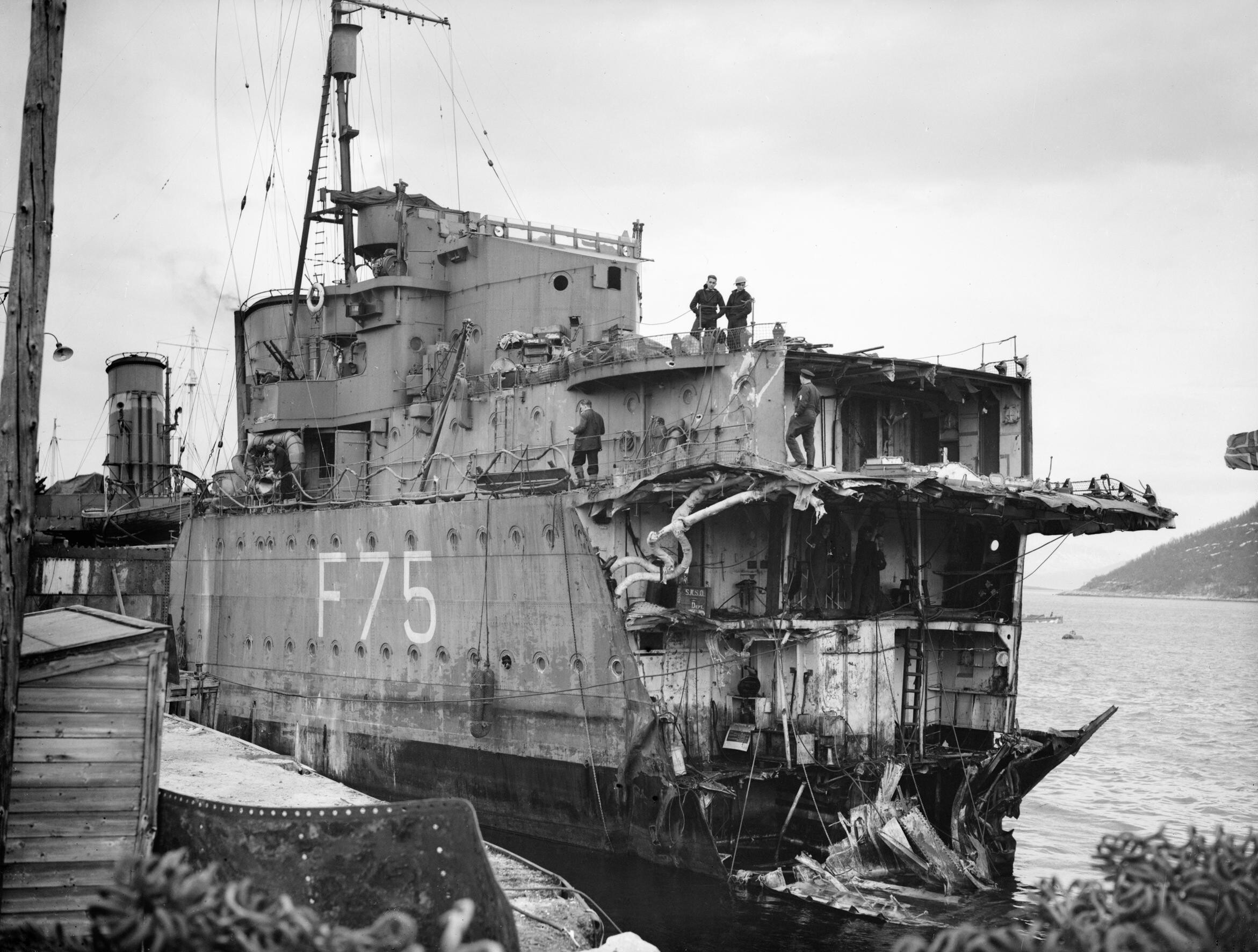
Британский эсминец «Эскимос», участник второй морской битвы за Нарвик. Несмотря на очевидный ущерб, корабль был восстановлен и прослужил в королевских ВМС до конца войны.

Обыскивая акваторию в поисках оставшихся кораблей противника, в Ромбакс-фьорд зашли британские эсминцы «Эскимос», «Фористер» и «Хироу». В 15:45, когда они проходили через узость, «Тиле» выпустил свои последние две торпеды. Одна из них поразила «Эскимо», оторвав ему всю носовую часть по второе орудие, однако повреждённый корабль остался на плаву. Торпеды, пущенные с «Людемана», в цель не попали. «Фористер», «Хироу» и подошедший «Бедуин» обрушили на «Тиле» ураганный огонь из своих орудий, нанеся ему тяжёлые повреждения надстроек. В 16:00 «Тиле» прекратил редкий ответный огонь и выбросился на мель. Англичане продолжали обстреливать оставленный экипажем корабль, пока он не взорвался.
Пока британцы были заняты уничтожением «Тиле», повреждённый британским огнём «Людеман» успел отойти вглубь Ромбакс-фьорда, встав рядом с «Арнимом» и «Ценкером». На них уже не оставалось ни снарядов, ни торпед, не было и путей дальнейшего отступления. Когда в фьорде показались британские эсминцы «Икарус», «Кимберли» и «Хироу», немцы оставили свои последние корабли, открыли кингстоны и привели в действие подрывные снаряды. На «Людемане» снаряды не сработали, и он остался на плаву. На немецкий эсминец поднялись британцы, обнаружив там только одного раненого немецкого моряка. Над «Людеманом» был поднят британский флаг, однако, оценив серьёзность повреждений, англичане решили отказаться от трофея. «Людеман» был добит торпедой с «Хироу».

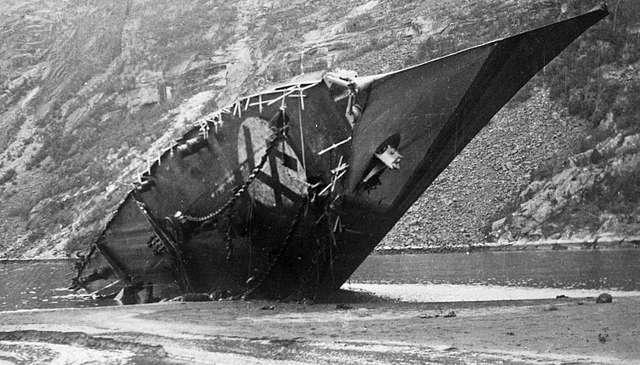
Немецкий эсминец Bernd von Arnim тонет в Ромбакс-фьорде

В ходе второго боя при Нарвике немцы потеряли все остававшиеся у них 8 эсминцев и вдобавок подводную лодку. У британцев несколько кораблей получили повреждения, причём два эсминца — тяжёлые, но они в дальнейшем были отремонтированы и возвращены в строй. Немцы понесли в бою 13 апреля 1940 гораздо большие людские потери — 128 человек убитыми в сравнении с 28 убитыми у англичан. В то же время большая часть экипажей немецких эсминцев — около 2,6 тыс. моряков — смогла высадиться на берег и продолжить участие в боевых действиях за Нарвик на суше.

## Бои союзников за Нарвик

### Планы сторон
Союзное командование (прежде всего Великобритания) исходило из крайней стратегической важности Нарвика. Делался вывод, что потеря Нарвика была бы равносильна для Германии проигрышу всей Скандинавской кампании даже в условиях захвата немцами всей остальной Норвегии. При этом разгром занявшего Нарвик немногочисленного немецкого отряда, находившегося в почти полной изоляции на большом удалении от других групп немецких войск, казался нетрудной задачей.
Уже на следующий день после уничтожения немецкой флотилии на норвежскую военно-морскую базу в Харстаде (60 км по прямой от Нарвика) стали прибывать первые британские сухопутные части. Для переброски снабжения союзных экспедиционных сил и снабжения их всем необходимым организовывались морские конвои из транспортных и эскортных кораблей британского, французского и польского флотов. Харстад стал главной базой союзников для обеспечения действий под Нарвиком, хотя порт и не был приспособлен для разгрузки крупнотоннажных судов. Поэтому исключительно важную роль здесь играл малотоннажный норвежский каботажный флот.
К началу мая 1940 года в Северную Норвегию были переброшены морскими конвоями элитные военные части союзников со штатными и приданными подразделениями (полевая и зенитная артиллерия, сапёрные и санитарные роты, танковая и противотанковая роты):
- Британская 24-я гвардейская бригада — три пехотных батальона (шотландских и ирландских гвардейцев и южноуэльских пограничников).
- Французская 27-я бригада альпийских стрелков — три горно-пехотных батальона.
- Французская 13-я полубригада Иностранного легиона — два пехотных батальона.
- Польская горная бригада — четыре батальона[5].

Значительными силами в районе Нарвика располагали и норвежские войска. В северных норвежских провинциях базировалась наиболее боеспособная 6-я пехотная дивизия, отмобилизованная и прошедшая усиленную боевую подготовку во время советско-финской войны. Из мест своей дислокации к Нарвику конвоями под охраной британских кораблей было переброшено пять пехотных батальонов и горно-артиллерийский дивизион.
С моря действия союзников поддерживала крупная группировка британского флота, в которой постоянно присутствовали линкор, несколько крейсеров и две-три флотилии эсминцев. Британские корабли постоянно крейсировали в Нарвик-фьорде и обстреливали немецкие позиции, особенно проходящую по берегу Ромбакс-фьорда железную дорогу. В обстрелах побережья участвовали и действовавшие в составе британского флота польские эсминцы «Гром» и «Блыскавица».

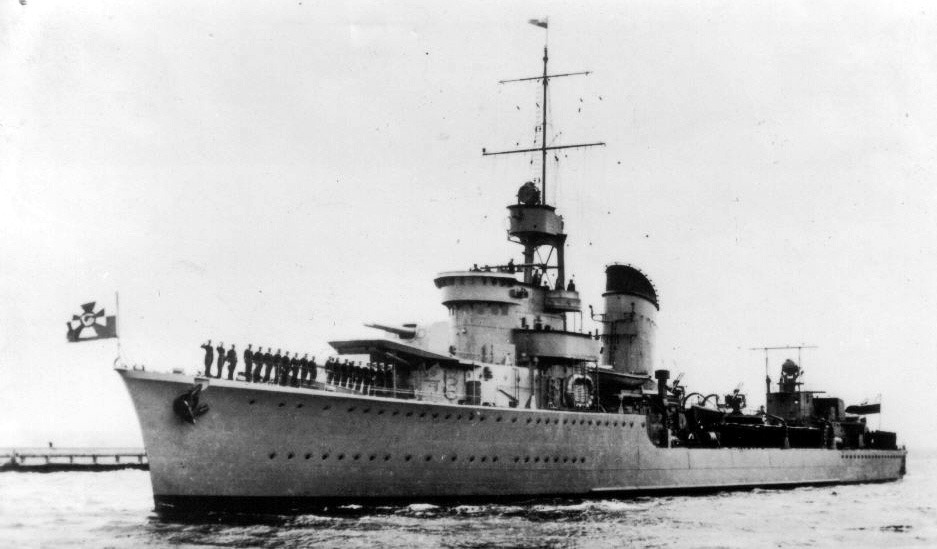
Эсминец польского флота «Гром», участник боев под Нарвиком в 1940 г.

Военно-воздушные силы союзников первоначально составляла только авиагруппа находившегося у Нарвика британского авианосца «Фьюриэс» (две эскадрильи «Суордфишей»), а также малочисленная норвежская авиация (шесть устаревших Фоккеров-С.5 и три гидросамолёта Хейнкель-115).
Пост руководителя всех сил союзников под Нарвиком получил командующий британскими военно-морскими силами в Северной Норвегии адмирал У. Г. Бойль граф Корк. Впрочем, адмиралу Корку приходилось считаться с командующими сухопутными группировками: британским генерал-майором П. Дж. Макеси и французским бригадным генералом М. Э. Бетуаром, которому подчинялся польский генерал З. Богуч-Шишко. Норвежский генерал-майор К. Г. Флейшер даже формально не считался подчинённым адмиралу Корку.
Общая численность союзной (британо-франко-польской) группировки в районе Нарвика к началу мая 1940 года составляла 24,5 тыс., не считая около 6 тыс. норвежцев, однако непосредственно в боевых действиях приняла участие меньшая часть сухопутных сил союзников. Слабой стороной союзных войск была несогласованность их деятельности. Особенно трудно достигалась координация между англо-французским и норвежским командованием. Союзные (а отчасти и норвежские) войска были плохо подготовлены к условиям боёв в арктической горной местности, остро не хватало горного снаряжения. Британская и французская полевая артиллерия оказались неприспособленными к войне в горах, а у норвежской горной артиллерии быстро закончились боеприпасы, пополнить запас которых было невозможно (из-за устаревших систем орудий).

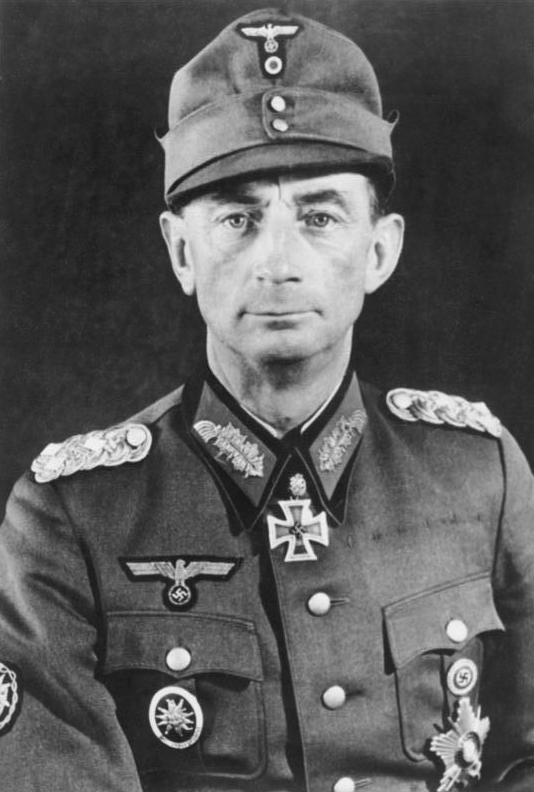
Командующий немецкими войсками в Нарвике в 1940 г. генерал Э. Дитль

После гибели 13 апреля флотилии эсминцев германское командование несколько дней колебалось — бороться или нет за Нарвик. Наконец, 18 апреля, вопреки подписанному ранее (но не отправленному) приказу об оставлении Нарвика, Гитлер призвал произведённого в генерал-лейтенанты Э. Дитля «сражаться до последнего солдата».
Немецкие войска в Нарвике насчитывали три горно-пехотных батальона — 2 тыс. горных егерей. Егеря были элитными войсками с отличной подготовкой, но в Нарвике они оказались без тяжёлого вооружения, которое должно было прибыть позднее на транспортах, но так и не было доставлено. За счёт экипажей затопленных эсминцев силы Дитля пополнили 2,6 тыс. военных моряков, получивших стрелковое вооружение с захваченных норвежских складов. Из моряков было сформировано три батальона морской пехоты, которые, впрочем, были далеко не равноценны по боеспособности частям егерей. Некоторое количество тяжёлого вооружения удалось взять с затопленных эсминцев и в качестве трофеев в Нарвикском порту.
Дитль требовал срочной переброски ему подкреплений, оружия и боеприпасов. Связь с Нарвиком могла поддерживаться только по воздуху, хотя из-за удалённости Северной Норвегии от немецких аэродромов и это было затруднительно. 14 апреля на льду озера Хартвиг сели 8 транспортных Юнкерс-52. Они доставили подкрепления, а также батарею горной артиллерии. Однако топлива на обратный путь хватило только 3 самолётам, остальные транспортные Юнкерсы, застрявшие на ледовом аэродроме, были вскоре уничтожены во время налётов устаревших норвежских Фоккеров. В дальнейшем для «воздушного моста» немцы использовали парашютные сбросы и единичные посадки гидросамолётов. Воздушную поддержку группе Дитля немецкое командование могло обеспечить первоначально только действиями дальней авиации. 18 апреля люфтваффе произвело первый налёт на главную союзную базу в Харстаде, сумев повредить авианосец «Фьюриэс», который ушёл на ремонт (к тому времени на авианосце оставались исправными только 6 «Суордфишей»). После этого в течение двух недель присутствие в воздухе над Нарвиком как союзной, так и немецкой авиации было минимальным.
16 апреля немцы, продвигаясь из Нарвика на восток вдоль лапландской железной дороги, вышли к шведской границе. Для защиты железной дороги в мастерских Нарвика был построен импровизированный бронепоезд. Через Швецию (вопреки её нейтральному статусу) шла переброски в Нарвик из Германии «гуманитарных грузов» (в том числе — продовольствия и снаряжения), а также вывоз раненых, поэтому железная дорога имела для немецкой группировки большое значение как линия снабжения, а также на случай вынужденного интернирования на нейтральной территории, чтобы избежать капитуляции.
Немцы продвинулись на север к Гратанген-фьорду и к горными перевалам примерно в 30 км от Нарвика. Здесь была организована линия обороны против норвежских войск, подходивших из северных провинций. Именно норвежские войска, которые могли бы отрезать немецкий отряд от Швеции, Дитль считал своей главной угрозой. На горном фронте располагалось два из трёх бывших у Дитля батальона егерей. Напротив, оборону порта Нарвика, который немцы не могли использовать, Дитль не считал важной военной задачей. Тем не менее, возможно долгое удержание города считалось желательным с морально-психологической точки зрения. Были приняты меры к организации береговой обороны гавани Нарвика и некоторых других пунктов на восточном побережье Нарвик-фьорда и в ближайших Херьянг-, Бейс- и Ромбакс-фьордах. Порт Нарвик и другие пункты на побережье защищали один егерский батальон и батальоны моряков. Немецкие моряки также охраняли в тылу линию железной дороги.

### Десант и бои на подступах
Командующий союзными силами адмирал Корк выступал за решительные действия — немедленную высадку десанта непосредственно в порту Нарвика. Однако более осторожный генерал Макеси выдвигал план постепенного продвижения к Нарвику с созданием промежуточных плацдармов и взаимодействием с наступающими с севера норвежскими войсками.
Утром 24 апреля британская эскадра из линкора «Уорспайт», трёх крейсеров и 10 эсминцев (в том числе двух польских) вошла в Офут-фьорд. Целью операции было подавление корабельной артиллерией береговой обороны противника и последующая высадка в Нарвике десанта британских гвардейцев. Адмирал Корк передал по радио генералу Дитлю предложение ради предотвращения жертв среди мирного населения оставить город без боя, но не получил ответа. В течение 3 часов линкор и крейсера подвергали Нарвик обстрелу главным калибром, однако не смогли подавить хорошо замаскированные узлы береговой обороны. Это заставило Корка отказаться от запланированной высадки десанта, хотя Дитль уже готовился оставить порт. Вместо десанта в Нарвик батальон ирландских гвардейцев беспрепятственно высадился в Богене в северной части Офут-фьорда. Таким образом, британцы получили первую промежуточную базу на пути к Нарвику.
В тот же день 24 апреля начали наступательную операцию у Гратанген-фьорда норвежцы, действуя четырьмя пехотными батальонами при поддержке четырёх артиллерийских батарей и патрульных кораблей. Один из батальонов норвежцев попытался обойти немецкие позиции с востока через горы, но был застигнут снежным бураном, а на следующее утро контратакован егерями Дитля. Норвежцы понесли тяжёлые потери, лишились тяжёлого вооружения, однако на следующий день возобновили свои атаки и за три дня жестоких боев в горах отбросили немцев на 5 км. К 28 апреля силы норвежцев выросли до пяти батальонов, которые были реорганизованы в две бригады. 7-я норвежская бригада продолжала действовать в горах у Гратанген-фьорда, взаимодействуя с переброшенными туда двумя батальонами французских альпийских стрелков, три норвежских батальона 6-й бригады держали фронт восточней до шведской границы.
29 апреля британцы высадили в Хоквике на южном берегу Офут-фьорде батальон южноуэльских пограничников. Британцы продвинулись затем на восток до Бейс-фьорда, на противоположном берегу которого находился уже Нарвик. Однако немцы удержали плацдарм в Анкенесе на западном берегу Бейс-фьорда. 1 мая немцы перешли в контрнаступление, пытаясь отбросить британцев, но уэльсцы при поддержке корабельной артиллерии отразили атаку и заставили немцев отойти к Анкенесу. Позднее батальон уэльсцев у Бейс-фьорда усилил батальон французских альпийских стрелков.

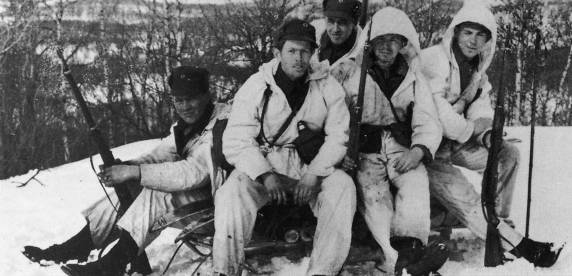
Норвежские солдаты под Нарвиком

В начале мая стратегическая ситуация в регионе претерпела изменения. Немецкие войска завершили завоевание Центральной Норвегии, заставив эвакуироваться оттуда англо-французские войска и капитулировать норвежские. Однако поражение в Центральной Норвегии не повлияло на решимость союзников овладеть Нарвиком. Переброска союзных войск в северную Норвегию активно продолжалась. Норвежский король и норвежское правительство переехали в Тромсё к северу от Нарвика.
После утверждения немецкого господства в Центральной Норвегии люфтваффе могло успешно действовать с более близкого к Нарвику аэродрома в Вэрнесе под Тронхеймом, начав каждодневные воздушные удары по объектам союзников на севере. Немецкие бомбардировщики добились крупного успеха, потопив 4 мая в Румбакс-фьорде польский эсминец «Гром». Обычно же жертвой воздушных атак становились союзные транспорты. Для противодействия налётам немецкой авиации союзники перебросили в Харстед пять британских зенитных батарей, британскую эскадру усилили крейсера ПВО «Каиро», «Ковентри» и «Керлью». С 6 мая в районе Нарвика стала действовать британская авиационная группа авианосца «Арк Ройял». Было начато строительство аэродромов для базирования двух истребительных эскадрилий, но они были введены в строй позднее.
Немецкое командование приняло решение направить в Нарвик помощь и по суше. Части 2-й горной дивизии генерал-лейтенанта В. Фойерштейна продвигались от Тронхейма на север, чтобы установить контакт с частями Дитля. Однако сухопутный поход на Нарвик должен был занять длительное время и, к тому же, сильно растянул бы коммуникации немецких войск. Тем не менее, с фронта были сняты для отправки против частей Фойерштейна три батальона британской 24-й гвардейской бригады. Заменить их в готовившейся десантной операции у Нарвика должны были прибывающие польские части и Иностранный легион французской армии.
8 мая 7-я норвежская бригада овладела с боем стратегическими высотами Роасме и Лейстинн между Гратанген- и Херьянс-фьордами. 11 мая перешла в наступление 6-я норвежская бригада. При поддержке нескольких своих Фоккеров норвежцы, преодолевая метровый снег, вышли на плато Кубергет. Там наступление захлебнулось, у норвежских орудий кончились снаряды, а немцы эффективно применяли миномёты. Неудача норвежцев была связана ещё и с тем, что наступление 6-й бригады должно было происходить одновременно с крупным десантом союзных войск, но его без извещения норвежцев отложили на два дня.
В ночь на 13 мая началась первая во Второй мировой войне десантная операция союзников на занятое противником побережье. Операцией командовали адмирал Корк и генерал Бетуар. При поддержке огня с линкора «Резолюшн», крейсеров «Эффингем» и «Орора», а также пяти эсминцев у Бьерквика в северной части Херьянс-фьорда с десантных катеров было высажено два батальона Иностранного легиона и пятнадцать танков Н-38. Французские танки успешно подавляли немецкие пулемётные точки. Оборонявшийся в Бьерквике батальон немецких моряков сильно пострадал от обстрела с кораблей и не смог противостоять десанту с танками. Моряки в спешке отступали, бросив пулемёты.

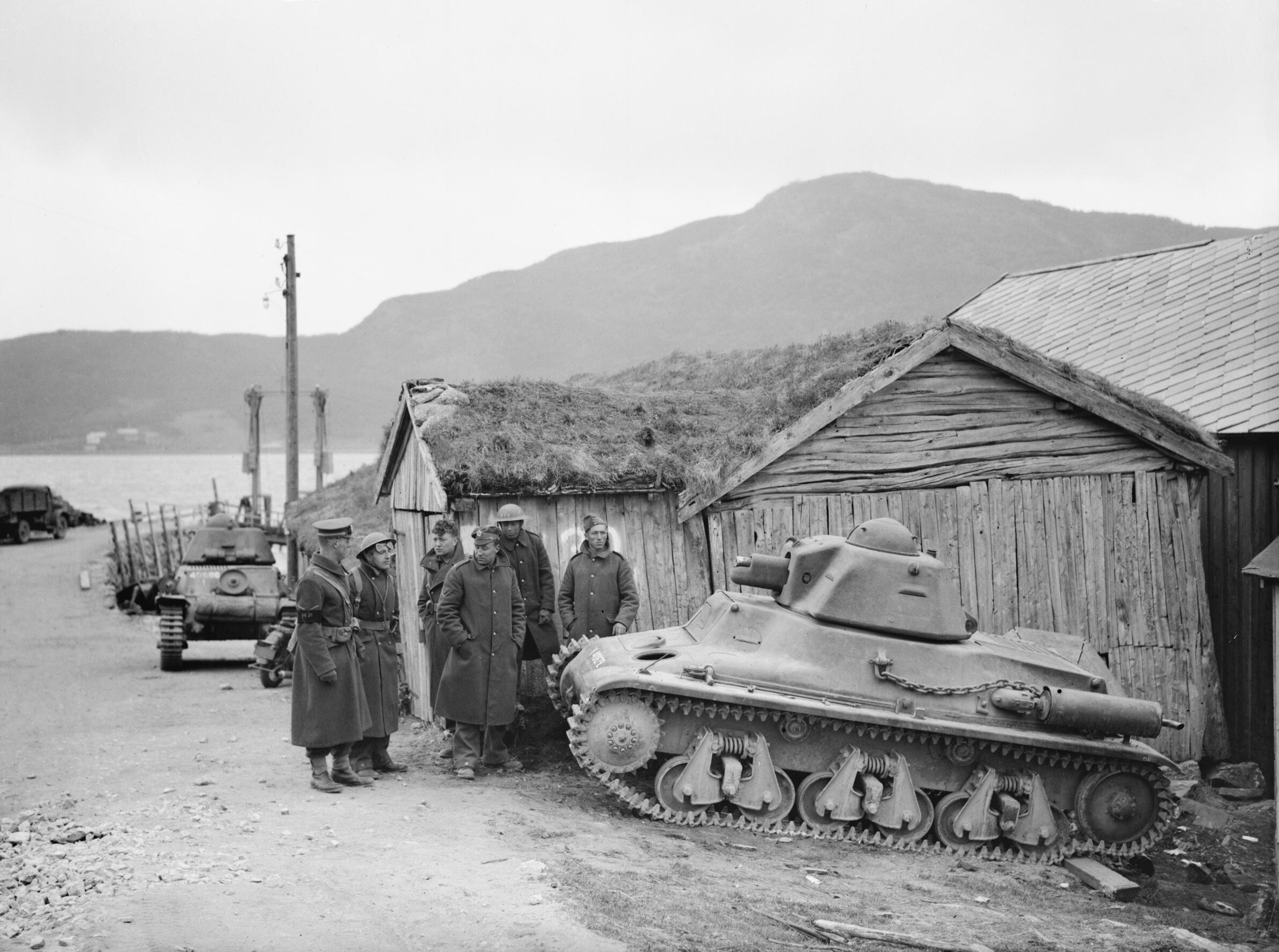
Французские танки H-38 в Бьерквике под Нарвиком после десанта 13 мая 1940 г.

Заняв Бьерквик, легионеры стали наступать по нескольким направлениям. Их поддерживали прибывшие в Бьерквик по суше из Богена вдоль северного берега Офут-фьорда польские части. Спешно переброшенный к Херьянс-фьорду отряд немецких егерей завязал встречный бой и на время остановил продвижение французов на восток, но затем вынужден был оставить Эльвегордсмоэн с важными военными складами. На юге французы к концу дня заняли Эйяр, который немецкие моряки оставили без боя, и вышли к Румбакс-фьорду, получив важный плацдарм на ближних подступах к Нарвику. К северу от Бьерквика французские легионеры стремились соединиться со своими альпийскими стрелками и 7-й бригадой норвежцев, которые двигались от Гратангена, чтобы отсечь и окружить левый фланг немецких егерей. Однако наступавшим навстречу друг другу союзным войскам удалось соединиться только во второй половине дня 14 мая, когда егеря успели отступить на юго-восток, проделав тяжёлый путь пешком по глубокому снегу. На правом немецком фланге вновь перешла в наступление 6-я норвежская бригада и к 17 мая сумела пересечь плато Кубергет.
Таким образом, к середине мая союзники сумели потеснить противника и выйти к Нарвикскому полуострову между Румбакс-фьордом и Бейс-фьордом как с юга, так и севера.

### Штурм Нарвика
Во второй половине мая 1940 г. кардинальным образом изменилась вся военно-стратегическая ситуация в Европе. Вермахт начал успешную наступательную операцию на западном фронте. В условиях катастрофического поражения во Франции удержание союзниками Северной Норвегии теряло стратегическое значение. В 20-х числах мая британское верховное командование пришло к выводам о необходимости полной эвакуации своих сил из Норвегии. При этом было решено всё же довести операцию по овладению Нарвиком до конца. Взятие Нарвика дало бы союзникам моральную победу и облегчило бы эвакуацию войск. К тому же союзники стремились уничтожить в порту всё оборудование для вывоза железной руды.

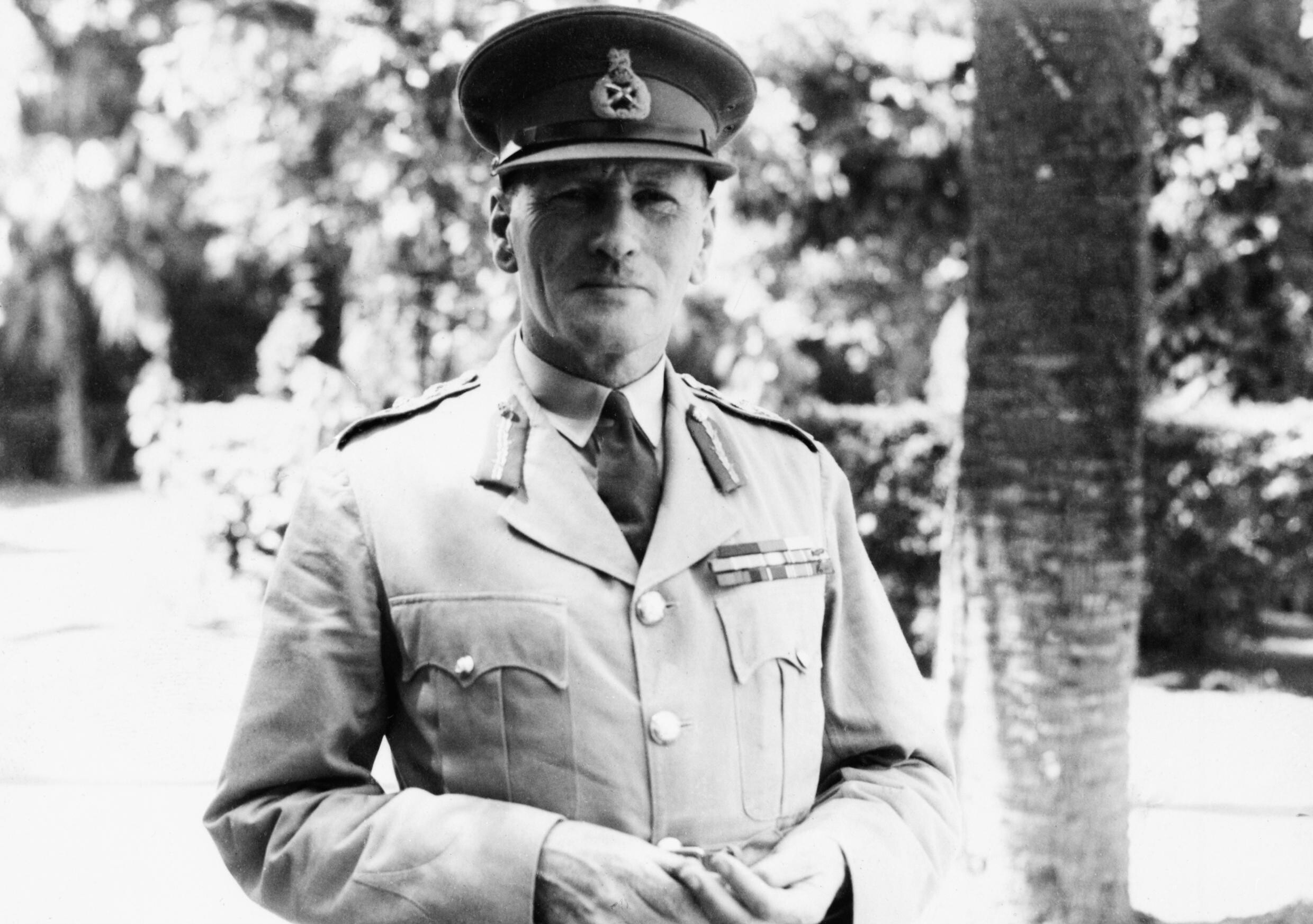
Генерал К. Окинлек, командующий союзными войсками у Нарвика в мае-июне 1940 г.

Общее командование союзными сухопутными силами под Нарвиком в мае перешло к британскому генерал-лейтенанту К. Окинлеку. Непосредственное руководство операцией по взятию Нарвика осуществлял французский генерал Бетуар. Штурм Нарвика должен был проводиться одновременными ударами с севера со стороны Румбакс-фьорда, где находились два батальона Иностранного легиона, батальон альпийских стрелков (французы), норвежский и польский пехотные батальоны, и с юга силами трёх польских батальонов со стороны Бейс-фьорда. Два батальона французских альпийских стрелков и четыре норвежских пехотных батальона должны были наступать в горах к северу от Нарвика. Британцы брали на себя поддержку с моря и воздуха. Авианосцы «Глориес» и «Фьюриэс» перебросили для действий с аэродрома в Бардуфоссе к северу от Нарвика 263-ю и 46-ю истребительные эскадрильи (16 «Гладиаторов» и 16 «Харрикейнов»), которые обеспечивали воздушное прикрытие от усиливающихся ударов люфтваффе. Действовавшим под Нарвиком без истребительного прикрытия немецким бомбардировщикам тем не менее удалось добиться серьёзных успехов, повредив линкор «Резолюшн» и крейсер «Орора», а крейсер ПВО «Кёрлью» и три транспорта были потоплены. Без поддержки британских истребителей при такой активности немецкой авиации наступательные действия союзников были бы невозможны. Поэтому задержка с полным вводом в действие аэродрома в Бардуфоссе заставила Окинлека отложить штурм Нарвика на неделю — с 21 на 27 мая.
21 мая Дитль принял решение об отводе своих войск на севере для сокращения фронта. Линия обороны стала проходить в 11 км к северу и в 20 км к западу от ставки немецкого командующего в Бьёрнсфьелле у шведской границы. Дитль характеризовал положение своей группы как критическое и потребовал срочной доставки подкреплений и поддержки с воздуха. Путём воздушного десантирования за вторую половину мая немцы перебросили под Нарвик около тысячи парашютистов и подготовленных для прыжков с парашютом горных егерей. Одновременно из Нарвика через Швецию было эвакуировано в Германию до 500 военных моряков ценных специальностей. После потери норвежских военных складов в Эльвегордсмоэне немцы испытывали серьёзные трудности с продуктами питания, поэтому большую часть воздушных перевозок стало составлять продовольствие.
Поздним вечером 27 мая три британских крейсера и пять эсминцев начали массированный обстрел немецких береговых позиций. Огонь не прекращался до момента, когда катера с десантом коснулись берега. В полночь 28 мая два батальона иностранного легиона стали переправляться из Эйяра на катерах через узкий Румбакс-фьорд и высаживаться на Нарвикский полуостров у деревни Орнесет к востоку от порта Нарвик. Два высаженных с десантом танка H-35 застряли на пляже. Французы перерезали железную дорогу, лишив немцев удобного пути отхода из Нарвика. Затем легионеры попытались ворваться с востока в город, наступая мимо горы Таральдсвикфьельд, однако были контратакованы с этой высоты немецкими войсками и отброшены к побережью. Французов едва не сбросили в море, но при поддержке артиллерии британских эсминцев десантники вновь перешли в наступление и оттеснили немцев назад. Тем не менее, Таральдсвикфьельд удерживался немцами всю ночь, пока их войска не отступили из Нарвика по восточному берегу Бейс-фьорда. В 5 утра 28 мая в оставленном немцами порту Нарвика беспрепятственно высадился норвежский батальон.
Той же ночью два польских батальона безуспешно атаковали Анкелес на западном берегу Бейс-фьорда, причём один из приданных им танков подорвался на мине, а второй застрял. Отброшенные немецкой контратакой, поляки перегруппировались и начали наступление в обход Анкелеса. В 22 часа у деревни Бейсфьорд в конце одноимённого фьорда поляки соединились с французами и норвежцами, продвигавшимися от Нарвика вслед за отступавшими немцами. Оборонявшим Нарвик немецким войсками, таким образом, удалось избежать окружения и уйти с Нарвикского полуострова. Только рота егерей, защищавшая Анкелес на западном берегу Бейс-фьорда, не могла отойти из-за уничтожения при обстреле плавсредств и сдалась в плен. 28 мая люфтваффе сумело тяжело повредить британский флагманский крейсер «Каир», но в дальнейшем британским истребителям удавалось успешно перехватывать бомбардировщики противника, не допуская новых авиаударов.

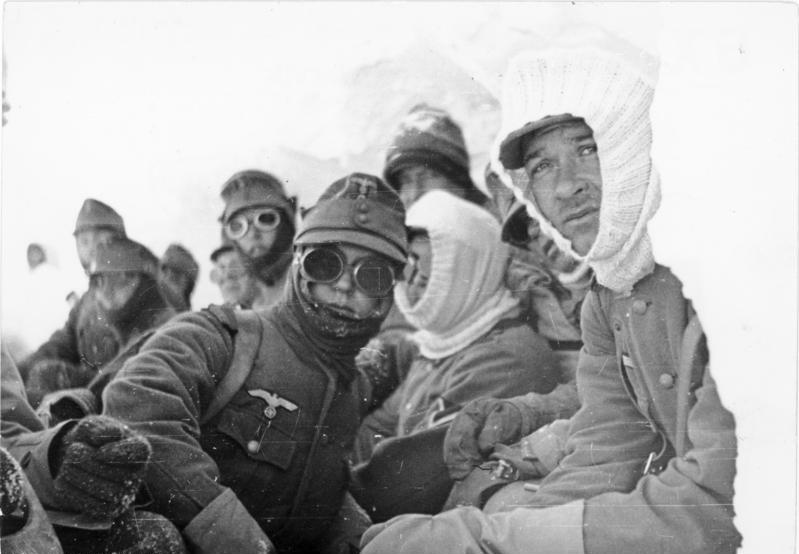
Кризисный для вермахта этап боёв за Нарвик. Горные егеря 3-й горнострелковой дивизии оттеснены в норвежские скалы. Середина — конец мая 1940

После оставления Нарвика генерал Дитль организовал новую линию обороны в 7 км восточнее. Немецкие войска оказались в сложной ситуации. При отступлении им пришлось бросить значительные запасы оружия, боеприпасов и обмундирования. Союзники продолжали наступление на восток на Нарвикском полуострове вдоль железной дороги, а 30 мая неожиданно обошли немецкие позиции с юга, выйдя через горы к железнодорожной станции Сильвик и создав угрозу окружения всей западной группировки немцев. Дитль снял угрозу, бросив в контратаку резерв из роты парашютистов. 31 мая 6-я норвежская бригада заняла важную высоту на правом фланге немецких войск, а 1 июня норвежцы прорвали фронт у горы Раубергет и отбросили немцев на 2 км на юг. Немецкие войска удерживали только сравнительно небольшой плацдарм у железной дороги на границе с Швецией. К тому времени у войск Дитля подходили к концу боеприпасы и запасы продовольствия. Доставке новых по воздуху мешала установившаяся на несколько дней нелётная погода.
Для спасения группировки Дитля немецкое командование готовило ряд новых операций: высадка к северу от Нарвика крупного воздушного десанта и одновременную переброску туда же на быстроходных лайнерах крупного морского десанта с танками (операция «Наумбург»); удар по базе союзников в Харстаде и кораблям в Нарвик-фьорде главными силами германского надводного флота (операция «Юно»); ускоренный марш-бросок к Нарвику передовых частей 2-й горной дивизии, наступавшей из Центральной Норвегии и пересекшей уже Полярный круг (операция «Бюффель»).

### Эвакуация союзников

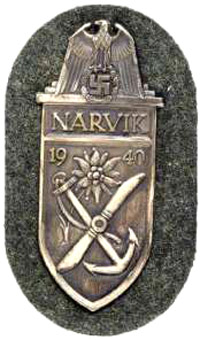
Щит «Нарвик», награда отличившимся в операции немецким солдатам

В условиях краха фронта во Франции, союзники приняли решение оставить Нарвик. Эвакуация тяжёлого вооружения началась уже в конце мая, основная же часть личного состава британских, французских и польских войск грузились на транспортные суда с 4 по 8 июня. Морем было вывезено около 25 тыс. человек, в том числе 400 немецких пленных. Немцы узнали об отходе союзников только 8 июня. Эвакуация Нарвика стала неожиданностью и для норвежцев в тот момент, когда они планировали решающее наступление, чтобы оттеснить немецкие войска за шведскую границу. Вместо этого норвежские части, которые не могли сражаться в одиночку, вынуждены были прекратить борьбу.
С эвакуацией Нарвика связано одно из тяжёлых поражений британского флота во 2-й мировой войне. Если немецкая воздушно-десантная операция «Наумбург» не состоялась из-за сопротивления руководства люфтваффе, а авангардные части 2-й горной дивизии вермахта, идущие к Нарвику ускоренным маршем в рамках операции «Бюффель», прибыли на место уже после эвакуации союзников, то проводимая германским флотом операция «Юно» дала результат. Вышедшие из Киля 4 июня линейные крейсера «Шарнхорст», «Гнейзенау», тяжёлый крейсер «Адмирал Хиппер» и четыре эсминца, прибыв в северо-норвежские воды и обнаружив авиаразведкой эвакуацию союзников, вместо предполагавшегося обстрела Харстада устроили охоту за транспортами. 8 июня «Шарнхорст» и «Гнейзенау» встретили и потопили огнём главного калибра отделившийся от британской эскадры авианосец «Глориес», эвакуировавший из-под Нарвика истребительные эскадрильи, и два сопровождавших его эсминца. Людские потери британцев составили при этом почти 1,5 тыс. человек.
Утром 9 июня последние части союзников покинули Нарвик, в тот же день его повторно заняли немецкие войска, войдя в сильно разрушенный город торжественным маршем. 10 июня норвежские войска в Северной Норвегии капитулировали.

## Результаты
Союзники потерпели провал в своей попытке организовать противодействие фашистской агрессии в Норвегии. Отсутствие у Англии и Франции единого командования, где были бы представлены все три вида вооруженных сил, приводило к несогласованности в действиях войск. Союзники фактически игнорировали норвежское командование, держались от него обособленно. Это создавало обстановку взаимного недоверия и порождало разобщенность замыслов и действий. 

### Сноски
1. 1 2  История второй мировой войны 1939—1945 гг. Том 3. М.: Воениздат, 1974.
2. ↑  Командиры немецких эсминцев:
  - «Вильгельм Хайдкамп» — корветтен-капитан Г. Эрдменгер; флаг командующего эсминцами капитана цур зее Ф. Бонте
  - «Вольфганг Ценкер» — фрегаттен-капитан Г. Пениц; флаг командующего 4-й флотилией эсминцев капитана цур зее Э. Бея
  - «Георг Тиле» — корветтен-капитан М. Э. Вольф
  - «Бернд фон Арним» — корветтен-капитан К. Рехель
  - «Эрих Гизе» — корветтен-капитан Шмидт
  - «Эрих Кёльнер» — корветтен-капитан Шульце-Хинрикс
  - «Дитер фон Рёдер» — корветтен-капитан Э. Холторф
  - «Ганс Людеман» — корветтен-капитан Г. Фридрикс
  - «Герман Кюнне» — корветтен-капитан Ф. Коте
  - «Антон Шмитт» — корветтен-капитан Ф. Беме
3. ↑  Командиры британских кораблей:

  - «Харди» — кэптен Б. Уорбертон-Ли, командующий флотилией
  - «Хантер» — лейтенант-коммандер Л. де Виллье
  - «Хевок» — лейтенант-коммандер Р. И. Куридж
  - «Хотспер» — коммандер Х. Ф. Х. Лейман
  - «Хостайл» — коммандер Дж. Р. Райт
4. ↑  Командиры британских кораблей:

  - «Уорспайт» — коммандер С. Дж. Кратчли
  - «Бедуин» — коммандер Дж. А. Маккой;
  - «Кассак» — коммандер Р. С. В. Шербрук;
  - «Эскимос» — коммандер С.Дж. А. Микелтуэйт;
  - «Пенджаби» — коммандер Дж. Т. Лин;
  - «Хироу» — коммандер Х. У. Биггс;
  - «Икарус» — лейтенант-коммандер К. Д. Мауд;
  - «Кимберли» — лейтенант-коммандер Р. Г. К. Ноулинг;
  - «Фористер» — лейтенант-коммандер И. Б. Тэнкок;
  - «Фоксхаунд» — лейтенант-коммандер Дж. Х. Питере
5. 1 2 3 4 5 6  Одземковский Я. Нарвик 1940. Пер. с польск. — М.: АСТ, 2003.